# Lamborghini Espada
Lamborghini Espada je automobil talijanskog proizvođača automobila Lamborghini. Proizvodio se između 1968. – 1978.g. Predviđen je da popuni rupu u ponudi Lamborghinija kao automobil s četiri sjedala.
Automobil je dizajnirao Marcello Gandini iz Bertonea. Za vrijeme 10-godišnje proizvodnje razvijena su tri različite varijante Espade: S1 (1968. – 1970.), S2 (1970. – 1972.) i S3 (1972. – 1978.). Svaki model imao je unapređenja motora dok je vanjski izgled vrlo malo mijenjan. Unutrašnjost je drastično mijenjana u svakoj novoj varijanti.
U Espadu je postavljen 4L 325 KS V12 motor.

## Lamborghini Faena
Godine 1978. Lamborghini je napravio jedan automobil, limuzinsku (sedan) varijantu modela Espada, s četiri vrata koja se je zvala Lambroghini Faena. Automobil je dizajnirao Pietro Frua. Međuosovinski razmak povećan je za 18 cm, a automobil je predstavljen na autoizložbi u Torinu 1978.

## Slike
- Lamborghini Espada
- Lamborghini Espada S3

## Vanjske poveznice
- Lamborghini registar - Espada
- Lamborghini stranice obožavatelja - Espada
- Motorbase, Lamborghini Espada  Arhivirana inačica izvorne stranice od 15. veljače 2010. (Wayback Machine)